# Bohdan Hnidko
Bohdan Hnidko (ukr. Богдан Гнідко, ur. 6 stycznia 2001 w Kijowie) – ukraiński sambista oraz zawodnik mieszanych sztuk walki (MMA). W latach 2022-2025 związany był z polską organizacją KSW. Autor najszybszego nokautu w historii KSW. 

## Kariera MMA

### Wczesna kariera
Przed zawodową karierą w 2019 roku stoczył dwie amatorskie walki. Obie wygrał przez poddania w pierwszych rundach.
Zawodowy debiut w MMA odnotował 7 grudnia 2019 podczas wydarzenia League MMA. Zwyciężył przez poddanie (duszenie gilotynowe) Władimira Romańskiego ponownie w pierwszej odsłonie.
Następnie w 2020 roku wygrał 3 walki, które stoczył na galach Professional Pankration Championship w Kijowie.
W następnym roku ponownie trzykrotnie triumfował w pierwszych rundach.

### KSW
W sierpniu 2022 roku niespodziewanie podpisał kontrakt z najlepszą polską organizacją – Konfrontacją Sztuk Walki. W debiucie dla nowego pracodawcy podczas gali KSW 73, która odbyła się 20 sierpnia 2022 ekspresowo znokautował faworyzowanego Damiana Piwowarczyka. Pojedynek ten trwał tylko 5 sekund, po tym jak Ukrainiec trafił Polaka potężnym ciosem sierpowym wyprowadzonym z prawej ręki. Widowiskowe skończenie Hnidko na rywalu okazało się być najszybszym w historii polskiej organizacji. Trzy dni po gali Hnidko został nagrodzony przez KSW dodatkowym bonusem finansowym za najlepszy nokaut wieczoru tamtej gali.
Cztery miesiące później podczas gali XTB KSW 77 (17 grudnia 2022) znokautował kopnięciem na głowę niepokonanego Mołdawianina, Mădălina Pîrvulescu. Walka również zakończyła się bardzo szybko, gdyż trwała tylko 38 sekund. Ponownie został nagrodzony bonusem za nokaut wieczoru.
W trzecim występie dla polskiej organizacji podczas drugiej najważniejszej walce wieczoru gali KSW 82 zwyciężył przez poddanie (dźwignia prosta na staw łokciowy) z bardziej doświadczonym Rafałem Kijańczukiem.
19 sierpnia 2023 w drugiej walce wieczoru gali XTB KSW 85: Parnasse vs. Ruchała przystąpił do walki o pas mistrzowski KSW w wadze półciężkiej, mierząc się z mistrzem, Ibragimem Czużygajewem. Przegrał po raz pierwszy w karierze, poddając się w drugiej rundzie po ciasno zaciśniętym duszeniu trójkątnym rękoma przez Turka.
24 lutego 2024 podczas gali XTB KSW Epic: Khalidov vs. Adamek zmierzył się z dwukrotnie przymierzanym pretendentem do pasa KSW, Ivanem Erslanem. Ponownie przegrał, jednak tym razem przez nokaut w pierwszej rundzie, kiedy to otrzymał od rywala mocny cios sierpowy wyprowadzony z lewej ręki Chorwata.
Oczekiwano, że na gali XTB KSW 98: Paczuski vs. Zerhouni, która odbędzie się 14 września 2024 w Lubinie, dojdzie do jego walki z Czechem, Dominikiem Humburgerem. Na dzień przed tym wydarzeniem poinformowano, że Hnidko nie został dopuszczony do walki przez lekarzy KSW.
12 marca 2025 Konfrontacja Sztuk Walki poinformowała o rozstaniu z Hnidko z jego powodów zdrowotnych.

## Osiągnięcia

### Pankration
- 2018: Srebrny medal na Mistrzostwach Świata w Pankrationie (Bobrujsk)[22]

### Sambo
- 2020: Mistrzostwa Ukrainy w sambo bojowym - 3. miejsce (kat. 100 kg)[23]

- 2021: Mistrzostwa Ukrainy w sambo bojowym - 3. miejsce (kat. 98 kg)[24]

### Mieszane sztuki walki
- Konfrontacja Sztuk Walki
  - 2022: Najszybszy nokaut w historii KSW
  - Bonus za nokaut wieczoru (dwa razy) vs. Damian Piwowarczyk, Mădălin Pîrvulescu

## Lista walk w MMA

### Zawodowe[1]
| Wynik     | Bilans | Przeciwnik (bilans przed walką) | Rozstrzygnięcie                                              | Runda | Czas | Rozgrywki                                | Data       | Miejsce   | Uwagi                                                                                        |
| --------- | ------ | ------------------------------- | ------------------------------------------------------------ | ----- | ---- | ---------------------------------------- | ---------- | --------- | -------------------------------------------------------------------------------------------- |
| Przegrana | 10-2   | Ivan Erslan (13-3. 1NC)         | KO (lewy sierpowy)                                           | 1     | 0:54 | XTB KSW Epic: Khalidov vs. Adamek        | 24.02.2024 | Gliwice   |                                                                                              |
| Przegrana | 10-1   | Ibragim Czużygajew (17-5)       | Poddanie (duszenie trójkątne rękoma)                         | 2     | 4:14 | XTB KSW 85: Parnasse vs. Ruchała         | 19.08.2023 | Nowy Sącz | Walka o pas mistrzowski KSW w wadze półciężkiej. Co-Main Event                               |
| Wygrana   | 10-0   | Rafał Kijańczuk (12-5)          | Poddanie (dźwignia prosta na staw łokciowy)                  | 1     | 1:39 | KSW 82: Hooi vs Grzebyk                  | 13.05.2023 | Warszawa  | Hnidko zostały odjęte 2 punkty przez nielegalne uderzenie kolanem w parterze. Co-Main Event. |
| Wygrana   | 9-0    | Mădălin Pîrvulescu (5-0)        | KO (wysokie kopnięcie na głowę i ciosy pięściami w parterze) | 1     | 0:38 | XTB KSW 77: Khalidov vs. Pudzianowski    | 17.12.2022 | Gliwice   | Bonus za nokaut wieczoru.                                                                    |
| Wygrana   | 8-0    | Damian Piwowarczyk (5-1)        | KO (prawy sierpowy)                                          | 1     | 0:05 | KSW 73: Sarara vs. Wrzosek               | 20.08.2022 | Warszawa  | Walka w limicie umownym -97 kg. Bonus za nokaut wieczoru. Najszybszy nokaut w historii KSW.  |
| Wygrana   | 7-0    | Giorgi Kubejaszwili (5-4)       | TKO (ciosy pięściami)                                        | 1     | 3:00 | Lucky Punch 3                            | 19.07.2022 | Kijów     | Main Event                                                                                   |
| Wygrana   | 6-0    | Ratybor Niespowytyj (2-1)       | TKO (ciosy pięściami)                                        | 1     | 1:49 | PPC 13 – Kratos Cup: Battle on Gidropark | 17.07.2021 | Kijów     | Main Event                                                                                   |
| Wygrana   | 5-0    | Anton Czaban (0-0)              | Poddanie (duszenie zza pleców)                               | 1     | 2:10 | PBF – Pit Bull Fight                     | 21.03.2021 | Kijów     | Walka w limicie umownym -99 kg.                                                              |
| Wygrana   | 4-0    | Denis Tukmaczow (1-11)          | Poddanie (dźwignia na staw łokciowy)                         | 1     | 1:25 | PPC 12 – Kratos Cup                      | 25.11.2020 | Kijów     |                                                                                              |
| Wygrana   | 3-0    | Dmitrij Popow (6-5)             | TKO (ciosy pięściami)                                        | 1     | 1:45 | PPC 11 – Kratos Cup                      | 29.08.2020 | Kijów     | Main Event                                                                                   |
| Wygrana   | 2-0    | Andriej Wyguliarnyj (3-3)       | TKO (ciosy pięściami)                                        | 1     | 0:35 | PPC 10 – Kratos Cup                      | 26.07.2019 | Kijów     | Main Event                                                                                   |
| Wygrana   | 1-0    | Władimir Romański (5-6)         | Poddanie (duszenie gilotynowe)                               | 1     | 2:21 | League MMA – MMA Tournament              | 07.12.2019 | Kijów     | Debiut w wadze półciężkiej.                                                                  |

### Amatorskie[1]
| Wynik   | Bilans | Przeciwnik (bilans przed walką) | Rozstrzygnięcie                      | Runda | Czas | Rozgrywki                      | Data       | Miejsce | Uwagi                          |
| ------- | ------ | ------------------------------- | ------------------------------------ | ----- | ---- | ------------------------------ | ---------- | ------- | ------------------------------ |
| Wygrana | 2-0    | Jasza Sołowiej (0-0)            | Poddanie (?)                         | 1     | 0:51 | PPC 9 – Kratos Cup: Kiev Force | 21.12.2019 | Kijów   | Walka w wadze średniej.        |
| Wygrana | 1-0    | Jarosław Polczuk (0-0)          | Poddanie (dźwignia na staw łokciowy) | 1     | 2:14 | WWFC – Road to WWFC Vinnytsia  | 16.03.2019 | Winnica | Walka w limicie umownym -? kg. |